# Órgano de Zuckerkandl

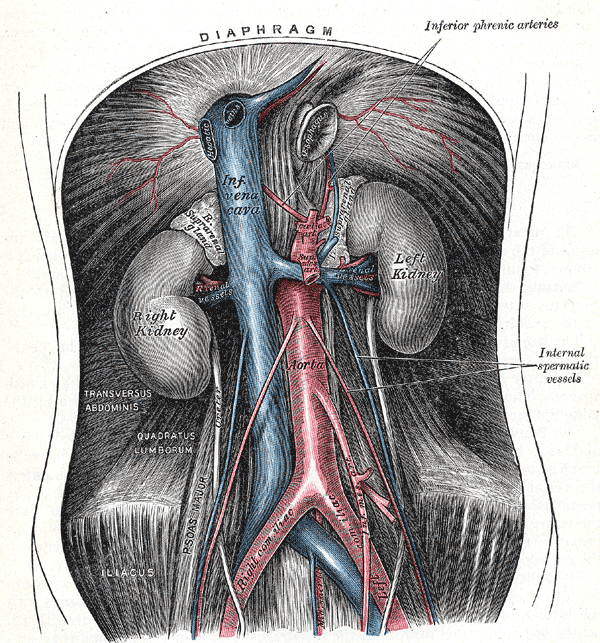
La aorta abdominal y sus ramas. (El Órgano de Zuckerkandl no se observa, pero usualmente se localiza junto a la aorta abdominal.)

El órgano de Zuckerkandl está constituido por los cúmulos de tejido neuroendocrino, localizado en el área toracoabdominal posterior y paravertebral, en la bifurcación de la aorta, o en el origen de la arteria mesentérica inferior. Este órgano fue descrito por el anatomista Emil Zuckerkandl en 1901, y también se denomina paraganglio abdominal. Su morfología fue descrita por el anatomista alemán Alfred Kohn en 1903, que detalló la presencia de acúmulos de células cromafines en fascículos y "nidos" (“Zellsträngen” y “Zellballen” respectivamente), embebidos en mesénquima. Este órgano es crítico para el desarrollo cardiovascular del feto, y durante la vida adulta es una fuente secundaria de catecolaminas, sobre todo en situaciones de estrés. Responde a estímulos químicos de la sangre, más que a nerviosos, al contrario que las glándulas suprarrenales.
Su función es similar a la de las glándulas suprarrenales; produciendo catecolaminas. Puede desarrollar tumores como el paraganglioma extraadrenal, similar al feocromocitoma.
El órgano de Zuckerkandl es un cuerpo de células cromafines derivado de la cresta neural ubicado en la bifurcación de la aorta o en el origen de la mesentérica inferior artería. Puede ser el origen de un paraganglioma.
El término cuerpo paraaórtico también se usa a veces para describirlo, ya que generalmente surge cerca de la aorta abdominal, pero este término puede ser fuente de confusión, porque el término "cuerpos paraaórticos" también se utiliza para describir el cuerpo aórtico, que surge cerca de la aorta torácica. Este grupo difuso de neuroendocrinas fibras simpáticas fue descrito por primera vez por Emil Zuckerkandl, profesor de anatomía en la Universidad de Viena, en 1901.
Algunas fuentes equiparan los "cuerpos aórticos" y los "cuerpos paraaórticos", mientras que otras fuentes distinguen explícitamente entre los dos. Cuando se hace una distinción, los "cuerpos aórticos" son quimiorreceptores que regulan circulación, mientras que los "cuerpos paraaórticos" son las células cromafines que fabrican catecolaminas.

## Función
Se cree que su función fisiológica es de gran importancia durante el período gestacional temprano como un regulador homeostático de la presión arterial, secretando catecolaminas en la circulación fetal.
El órgano en sí sufre una regresión a finales del tercer trimestre y después del nacimiento para formar el grupo aorticosimpático del paraganglio adulto.

## Importancia clínica

### Patología
Puede ser el origen de paraganglioma.
El órgano de Zuckerkandl tiene importancia patológica en el adulto como un sitio extraadrenal común de feocromocitoma, aunque el sitio extraadrenal más común se encuentra en la región paraaórtica superior entre el diafragma y los polos renales inferiores.
Los tumores extraadrenales representan alrededor del 25% de todos los casos de feocromocitoma. Se ha descrito su resección.
Además de sus efectos endocrinos, también puede causar patología obstructiva.